# あしやんいか
あしやんいかは、福岡県遠賀郡芦屋町で水揚げされたやりいか（ケンサキイカ）の地域ブランド。
2001年（平成13年）に芦屋町が地元の漁港に水揚げされるやりいかの名前を募集した。同町沖の響灘は西日本有数のやりいかの漁場である。同年に当時地元の小学校4年生だった児童が応募した名前が採用された。
身は柔らかな食感で、味も甘味があっておいしいとして売り出されている。刺身に向いている。
ブランドとしての知名度は普及の努力が図られている段階である。遠賀漁業協同組合の運営する筑前あしや「海の駅」や、町内の割烹などで提供されている。